# Sonic Pinball Party
Sonic Pinball Party (яп. ソニックピンボールパーティー Соникку Пимбо:ру Па:ти:) — видеоигра серии Sonic the Hedgehog, выпущенная на портативную игровую приставку Game Boy Advance в 2003 году. Это вторая и последняя игра серии в жанре пинбол (первая — Sonic the Hedgehog Spinball). Позже Sonic Pinball Party вошла в состав нескольких сборников.
Игровой процесс Sonic Pinball Party мало чем отличается от других представителей жанра. По сюжету игры злодей доктор Эггман объявляет турнир «Egg Cup Tournament» в Казинополисе, в котором предстоит выиграть ежу Сонику для того, чтобы спасти своих друзей. В Sonic Pinball Party присутствует несколько игровых полей и режимов.
Игра совместно создавалась студиями Sonic Team и Jupiter, и стала одной из первых для платформы в жанре пинбол. Пресса в основном хорошо оценила Sonic Pinball Party. Критики хвалили игровой процесс и визуальные эффекты, но к недостаткам относили представленные режимы и пинбольные столы.

## Игровой процесс
Sonic Pinball Party представляет собой двухмерную игру-пинбол. Игровой процесс аналогичен другим представителям жанра — нужно управлять пинбольным мячом, используя лапки (флипперы), и зарабатывать очки путём касания катушек и тому подобных возможностей. Если теряется шар, то он сохраняется, однако если сохранения не осталось, то теряется жизнь. Перед запуском мяча можно выбрать один из двух бонусов: сохранение мяча или дополнительные очки. Некоторые возможности игры становятся доступными не сразу — их можно открыть во время прохождения.
Всего в Sonic Pinball Party три основных режима: «Arcade», «Story» и «Tutorial». Действие этих режимов проходит на столах, основанных по стилистике и на элементах игровой механики серии Sonic the Hedgehog и играх Nights into Dreams… и Samba de Amigo. Каждый из них имеет уникальный дизайн и особенности: к примеру, площадка Sonic the Hedgehog основана на уровнях из платформера Sonic Advance. На столе пинбола всегда присутствует изображение одного из главных героев (Наклза, Эми или Тейлза), которое изменяется, если шар попал в скрытую лунку. «Arcade» представляет собой бесконечный этап, где игроку нужно набрать наибольшее число очков до того момента, как закончатся все запасные шарики. Режим «Story» отличается тем, что в нём есть сюжет: доктор Эггман прибывает в Казинополис и превращает животных в роботов, а также берёт Тейлза и Эми Роуз под свой контроль. Главный герой ёж Соник должен спасти своих друзей, победив соперников в турнире, который устроен злодеем — «Egg Cup Tournament». В этом режиме предстоит участвовать против других персонажей, представленных на турнирной таблице, набирая требуемое количество очков. После прохождения каждого стола часть противников ежа выбывают из соревнования, и это в конечном итоге приводит к тому, что победителем турнира становится только Соник. Однако после победы ежа в поединок вмешивается уже сам Эггман, бросая вызов своему оппоненту на участие в дополнительном турнире. Попытка доктора изменить ход игры проваливается, и Соник снова побеждает. В конце игры главный герой освобождает взятых в плен злодеем своих друзей. В режиме «Tutorial» игрок может пройти обучение на всех трёх столах; помощником игрока выступает робот-чао Омочао.
В игре также присутствуют три дополнительных режима: «Tiny Chao Garden», «Casinopolis» и «Party». В этих режимах присутствуют несколько мини-игр, которые игрок может проходить по своему усмотрению. «Tiny Chao Garden» — это чао-сад, аналогичный тому, что был представлен в Sonic Advance. Игроку по-прежнему нужно ухаживать за питомцами чао, кормить их, а также покупать игрушки в специальном магазине за кольца, заработанных в режимах «Arcade» и «Story». В «Tiny Chao Garden» есть две мини-игры. В первой нужно управлять питомцем в прямоугольном пространстве, сверху которого падают блоки двух цветов: зелёные и красные. Их нужно очищать, кидая в них такие же по цвету блоки. Среди падающих блоков могут находиться одно, пять или десять колец. После того, как было собрано последнее кольцо, игра переходит на следующий уровень. Во второй мини-игре надо отыскать в колоде две подходящие по рисунку карты. Игрок может ошибиться не более трёх раз, иначе проигрывает. В «Casinopolis» главной целью режима является получение дополнительных колец. Каждый раз перед началом игры делается ставка в 100 колец. В случае удачного прохождения игрок получает дополнительные кольца, в противном случае он их теряет. Режим «Casinopolis» представлен тремя мини-играми: «Roulette», «Slots» и «Bingo». Здесь в роли помощников выступают персонажи крольчиха Крим и чао Чиз. В первой игре необходимо попасть шариком в лунку, чтобы увеличить множитель очков каждого из чисел на рулетке; во второй игре попадание в лузы определяет вертикали, горизонтали или диагонали барабана слот-машины, по которым будет смотреться результат выигрыша; в третьей игре необходимо забивать шары в лунки, чтобы закрасить квадраты на карточке размером 5x5. «Party», в отличие от остальных вышеназванных режимов, имеет поддержку многопользовательской игры. Он, как и «Casinopolis», разделён на три мини-игры: «Hot Potato» («Bakudan» в японской версии), «Hockey» и «Ladder Climb» («Biru no Bori»). Основная цель первой игры — за ограниченное время бросить бомбы на стол противника, во второй — забить больше шаров в ворота соперника, в третьей — поднять как можно выше шарик для пинбола. Мультиплеер поддерживает до четырёх игроков. Для совместной игры необходимо соединить с помощью специального кабеля несколько приставок Game Boy Advance.

## Разработка и выход игры
Sonic Pinball Party совместно разрабатывалась студиями Sonic Team и Jupiter, причём у последней был накоплен опыт по созданию аналогичных по тематике игр — Pokémon Pinball для Game Boy Color и Pokémon Pinball: Ruby & Sapphire для Game Boy Advance (GBA). Процессом разработки руководил сценарист и дизайнер Акинори Нисияма, а продюсированием занимались Юдзи Нака и Хатао Огата. Проект стал вторым в серии, выполненным в жанре пинбол (первым был Sonic the Hedgehog Spinball от Sega Technical Institute). Помимо Соника, команда также использовала в Sonic Pinball Party и других героев компании Sonic Team — Найтс, Амиго и некоторых других, которые появились в игре в качестве камео, а также присутствовали пинбольные столы, выполненные в соответствующей тематике. Музыкальное сопровождение было использовано из предыдущих частей франшизы Sonic the Hedgehog и других проектов издательства Sega.
Пинбол с участием Соника был анонсирован вместе с Sonic Adventure DX: Director’s Cut 9 января 2003 года, однако официальные даты выпуска не были объявлены. 31 января стали известны новые подробности, согласно которым игра должна была выйти летом 2003 года и поддерживать многопользовательский режим на четырёх игроков путём соединения нескольких портативных приставок с помощью специального кабеля. Также было анонсировано, что появится возможность перенести чао с пинбола на портативной консоли в Sonic Adventure DX: Director’s Cut и Sonic Adventure 2 Battle на GameCube через кабель «GCN-GBA». По словам тогдашнего вице-президента Sega of America Майка Фишера, больша́я популярность франшизы на консолях от Nintendo заставила издателя выпустить проект именно на GBA. На выставке Electronic Entertainment Expo (E3) в течение ограниченного времени игроки могли пройти демоверсию.
Выход Sonic Pinball Party в США и Японии состоялся летом 2003 года, а в Европе — осенью того же года. На территории США игра продавалась исключительно в магазинах Target, что вызвало негативную реакцию поклонников серии, поскольку проект не мог быть приобретён в Мексике и Канаде. Впоследствии Sonic Pinball Party вошла в состав трёх сборников — Sonic Advance & Sonic Pinball Party Combo Pack, Double Pack: Sonic Pinball Party & Sonic Battle и Double Pack: Sonic Pinball Party & Columns Crown, в которые соответственно вошли платформер Sonic Advance, файтинг Sonic Battle и головоломка Columns Crown.

## Оценки и мнения
| Сводный рейтинг       | Сводный рейтинг |
| Агрегатор             | Оценка          |
| --------------------- | --------------- |
| GameRankings          | 79,38 %         |
| Game Ratio            | 80 %            |
| Metacritic            | 77/100          |
| MobyRank              | 75/100          |
| Иноязычные издания    |                 |
| Издание               | Оценка          |
| 1UP.com               | B-              |
| AllGame               | [ 6 ]           |
| EGM                   | 7,5/10          |
| Game Informer         | 6/10            |
| GamePro               | [ 26 ]          |
| GameSpot              | 8,1/10          |
| GameSpy               | [ 7 ]           |
| IGN                   | 8,3/10          |
| Nintendo Power        | 4,1/5           |
| Play (UK)             | 8,3/10          |
| The Video Game Critic | D+              |

Sonic Pinball Party получила в основном положительные отзывы от прессы. На сайте GameRankings пинбол имеет рейтинг 79,38 %, а на Metacritic — 77 баллов из 100 возможных. К достоинствам обозреватели отнесли игровой процесс и визуальное оформление, но недостатками называли режимы и столы для пинбола.
Рецензент из IGN Крейг Харрис назвал Sonic Pinball Party «отличной игрой для Game Boy Advance», похвалив реализацию геймплея и визуальный стиль, но также высказался о ней как о «необязательной к покупке». Представитель GameSpot Фрэнк Прово в своём обзоре положительно оценил графику и персонажей, добавив, что ввиду малого количества игр жанра на GBA, Sonic Pinball Party «освежает» ситуацию. В издании Electronic Gaming Monthly оставили мнение, что «пинбольные столы в Сонике не являются инновационными, но предлагают достаточно разнообразия, а геймплей весёлый и выполнен в быстром темпе». Критик журнала GamePro назвал проект лучшей портативной игрой-пинболом на рынке. Представителю из Nintendo Power понравился многопользовательский режим, три игровых стола и чао-сад. Критики были единогласны по поводу площадок: самым лучшим был признан стол, основанный по игре Nights into Dreams…, а самым худшим — по проекту Samba de Amigo.
Однако не все обозреватели были довольны игрой. Кристан Натт (GameSpy) раскритиковал «плавучую» физику шара, и предложил разработчикам создать столы чуть-чуть под углом как в настоящем пинболе. Нечто схожее писал представитель сайта 1UP.com; также он писал о реализме игры, приведя при этом в качестве примера застревание мяча. Журналист из Game Informer хоть и назвал проект неплохим пинболом, похвалив физику, красочную графику и терпимый звук, но тем не менее негативно высказался об однообразии столов, а также многих режимах, назвав их «ничтожными». Рецензент из AllGame также высказался об игре отрицательно, заметив, что «Соник уже не тот персонаж, который предполагает качественные игры», сравнивая Sonic Pinball Party с проектами других компаний, таких как Mario от Nintendo или Crash Bandicoot от Naughty Dog. С этим мнением согласились в The Video Game Critic. Несмотря на интересную идею, были раскритикованы тусклые игровые столы и невнятные задания. «Sonic Pinball Party больше является сборником открываемых мини-игр, нежели полноценной игрой на картридже», — заявил журналист.